# Asinocleonus
Asínocleonus — рід жуків родини Довгоносики (Curculionidae).

## Зовнішній вигляд
Жуки середніх розмірів: 12-19 мм завдовжки. Основні ознаки:
- головотрубка не має чіткого кілю посередині, із широким поперечним вдавленням-борозенкою між очима;
- передньогруди із горбочком;
- 1-й членик джгутика вусиків довший за 2-й;
- передньоспинка та основа надкрил нерівномірно вкриті бугорками та зернятками;
- черевце не має поперечного ряду великих голих плям.
- лапки знизу вкриті короткими шипами.

## Спосіб життя
Не вивчений, ймовірно, він типовий для Cleonini. Рід описаний з перевалу Кугарт (Киргизстан, 3200 метрів над рівнем моря).

## Географічне поширення
Види цього роду мешкають в Середній Азії.

## Класифікація
Описано два види:
- Asinocleonus atrox Faust, 1885 — Казахстан, Киргизстан, Узбекистан;
- Asinocleonus taciturnus Faust, 1885 — Казахстан, Киргизстан, Узбекистан, Таджикистан.